# Нирджа
«Нирджа» (англ. Neerja) — индийский фильм-биография 2016 года на языке хинди режиссёра Рама Мадхвани по сценарию Сайвуна Куадраса и Саньюкты Чавлы. Картина была спродюсирована компанией Атула Касбекара «Bling Unplugged» вместе с Fox Star Studios. Главную роль исполнила Сонам Капур, роли второго плана — Шабана Азми, Йогендра Тику и Шекхар Равджиани.
В центре сюжета — реальная история захвата поддерживаемой Ливией Организацией Абу Нидаля рейса 73 авиакомпании Pan Am в Карачи (Пакистан) 5 сентября 1986 года. История показана с точки зрения старшего бортпроводника, Нирджи Бханот, которая сорвала попытку угона, предупредив пилотов, тем самым не дав самолёту подняться в воздух. Сама она погибла, пытаясь спасти пассажиров.
Создание фильма началось в сентябре 2014 года, когда Касбекар подписал контракт с Рамом Мадхвани и Сонам Капур на участие в фильме. Сайвун Куадрас и Саньюкта Чавла начали работать над сценарием, основные съемки проходили в Мумбаи. В фильме была использована музыка Вишала Кхураны с лирикой, написанной Прасуном Джоши. Картина была выпущена в прокат 19 февраля 2016 года и получила позитивный приём у критиков, отметивших игру Сонам Капур. «Нирджа» стала одним из самых кассовых фильмов Болливуда с женщиной в качестве главного героя.
Фильм получил ряд наград на различных премиях Болливуда, где особо были отмечены игра Капур и режиссура Мадхвани. «Нирджа» взяла две награды на 64-й церемонии Национальной кинопремии: Лучший художественный фильм на хинди и Специальное упоминание (удостоена Капур). На 62-й церемонии Filmfare Awards фильм собрал пять наград, включая «Лучший фильм по мнению критиков», «Лучшая женская роль по мнению критиков» (Капур) и «Лучшая женская роль второго плана» (Азми).

## Сюжет
Вернувшись из Катара, уйдя от мужа, Нирджа, работающая стюардессой, участвует в весёлом семейном празднике, а на следующий день отправляется на очередной свой рейс. Самолёт совершает посадку в пакистанском Карачи, где его захватывают террористы. Нирджа успевает предупредить пилотов, которые согласно инструкции спешно покидают самолёт. Пассажиры остаются в заложниках у террористов, которые теперь не могут взлететь и требуют предоставить им пилотов.

## В ролях
- Сонам Капур — Нирджа Бханот

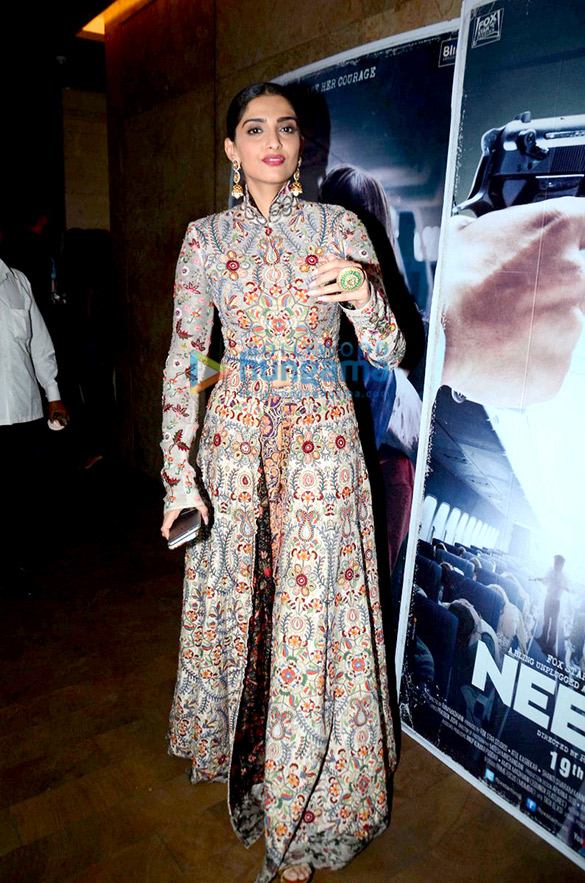
Сонам Капур на специальном показе фильма

- Шабана Азми — Рама Бханот, мать Нирджи
- Йогендра Тику — Хариш Бханот, отец Нирджи
- Шекхар Равджиани — Дайдип, жених Нирджи
- Садх Орхан — Саад Маллик
- Абрар Захур — Зайд Сафирини, террорист
- Джим Сарбх — Халил, террорист
- Али Балдивала — Мансур, террорист

## Саундтрек
| №                   | Название                     | Singer(s) | Длительность |
| ------------------- | ---------------------------- | --- | ------------ |
| 1.                  | «Jeete Hain Chal»            | Кавита Сетх, Арун Ингл, Мандар Апте, Р. Н. Айер, Арчана Гор, Маюри Патвардхан, Прагати Мукунд Джоши, Вишал Кхурана | 4:09         |
| 2.                  | «Aankhein Milayenge Darr Se» | К. Мохан, Неха Бхасин                                                                                              | 2:57         |
| 3.                  | «Gehra Ishq»                 | Шекхар Равджиани, Шадаб Фариди, Фархан Сабри                                                                       | 3:27         |
| 4.                  | «Aisa Kyun Maa»              | Сунидхи Чаухан | 3:40         |
| Общая длительность: | Общая длительность:          | Общая длительность:                                                                                                | 14:13        |

В сцене, где Нирджа отмечает день рождении, она поёт песню «Bye Bye Miss Good Night» из фильма Prem Nagar (1974). В сцене, где террористы требуют от Нирджи спеть, она поёт песню «Mere Sapna Ki Rani» из фильма «Преданность».

## Критика
«Нирджа» получила положительные отзывы от критиков со всего мира. Манджуша Радхакришан из «Gulf News» оценила фильм на 4 из 5 звёзд; она раскритиковала отсутствие глубины в характерах террористов и слабые места во второй половине картины, отметив сильную кульминацию, компенсирующую эти недостатки. Сонали Кокра отметила в The National работу режиссёра, сумевшего через ограниченное пространство салона самолёта передать угнетающую ситуацию и ужас заложников.